# Jabrin
Jabrin  (جبرين in arabo), è una piccola città nel nord est dell'Oman. La città è nota per il suo importante castello fortificato.

## Galleria d'immagini

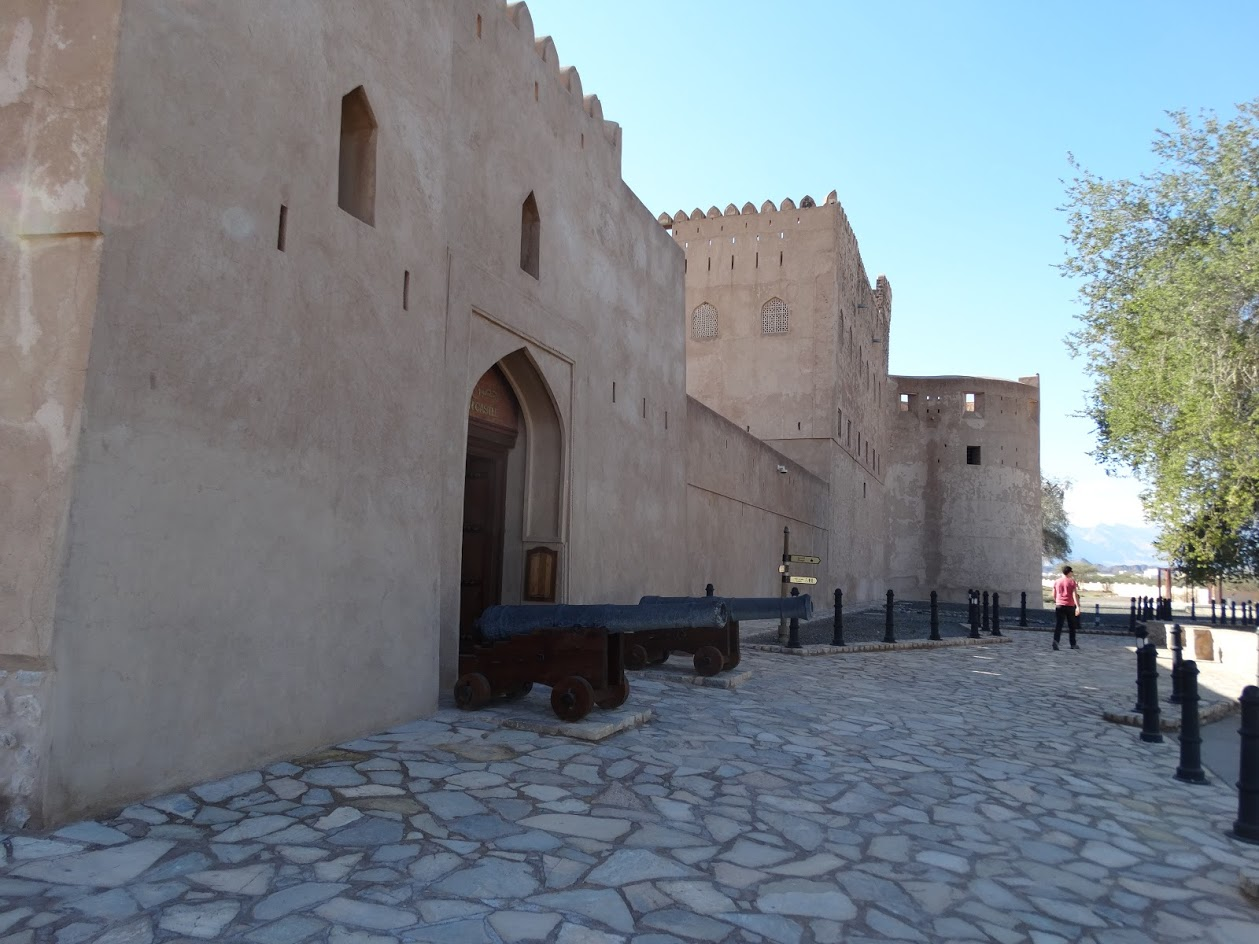
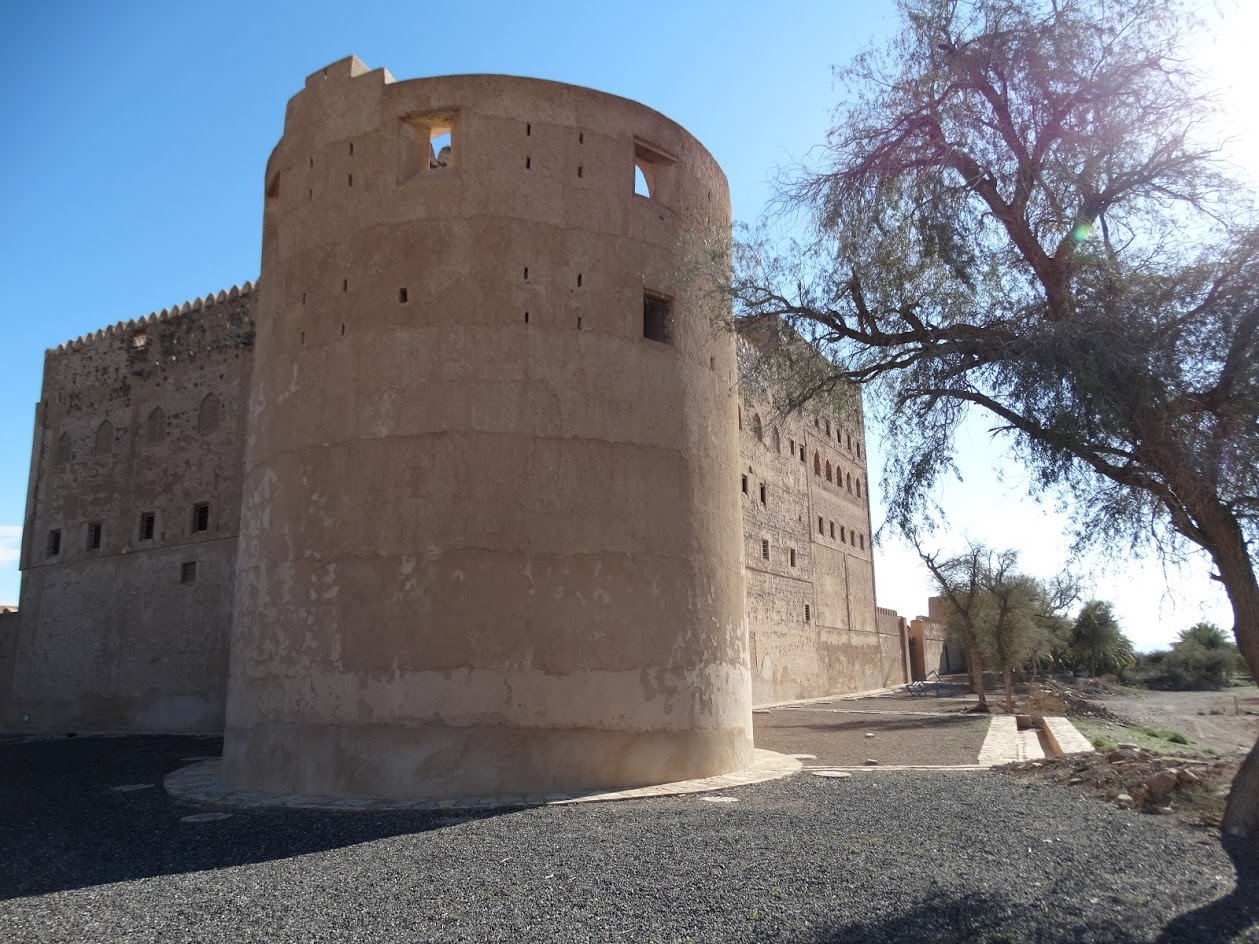
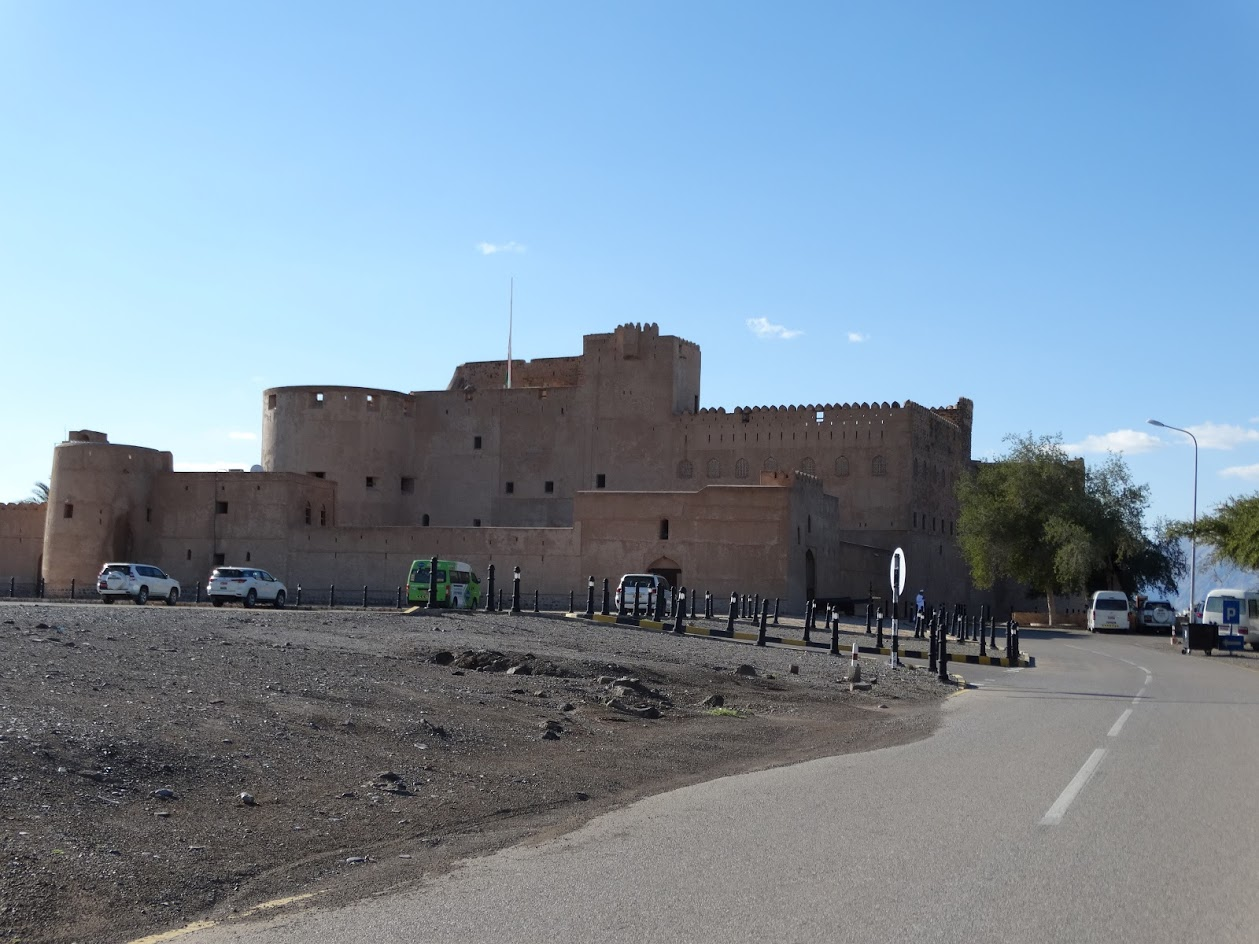
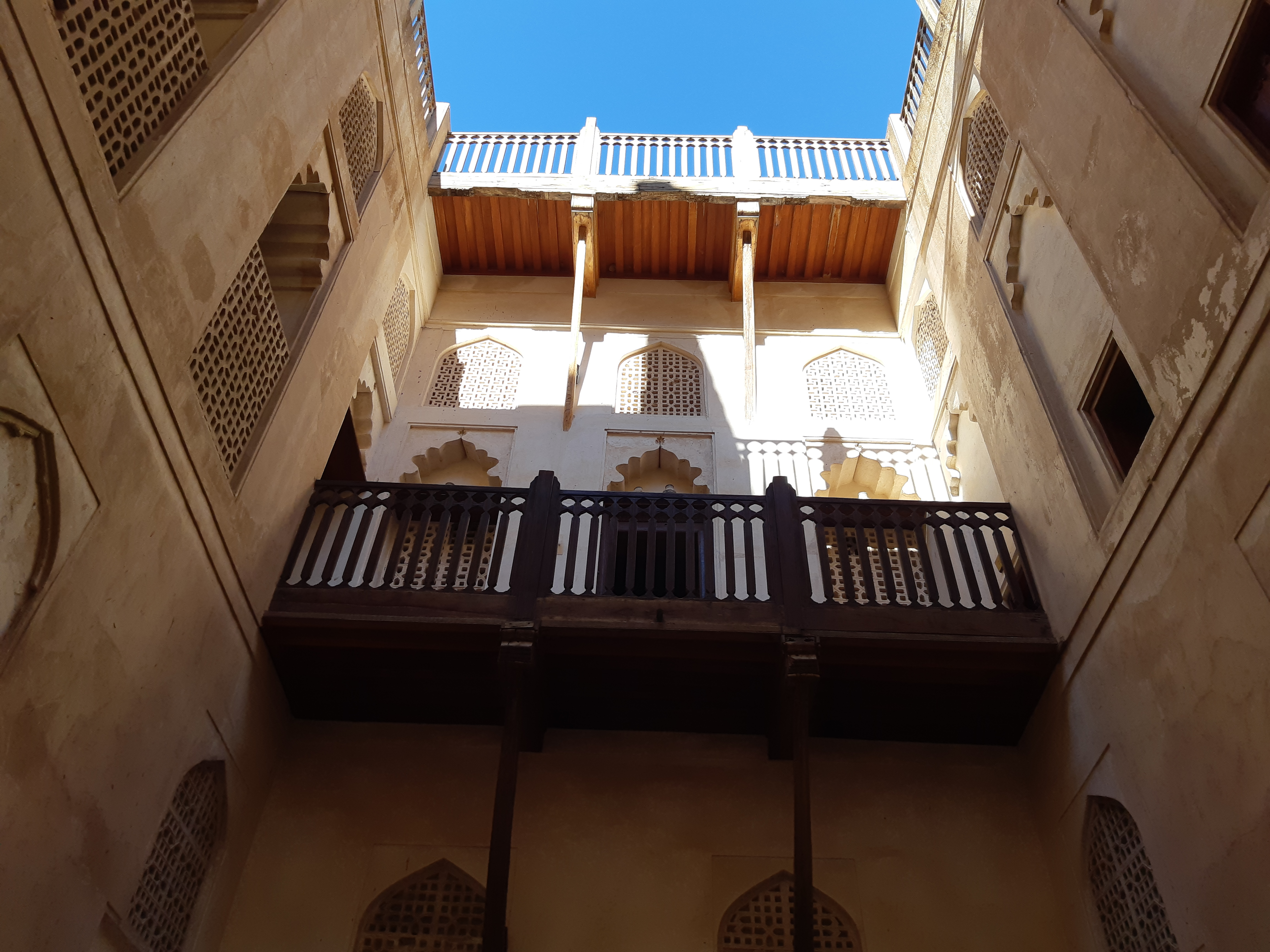
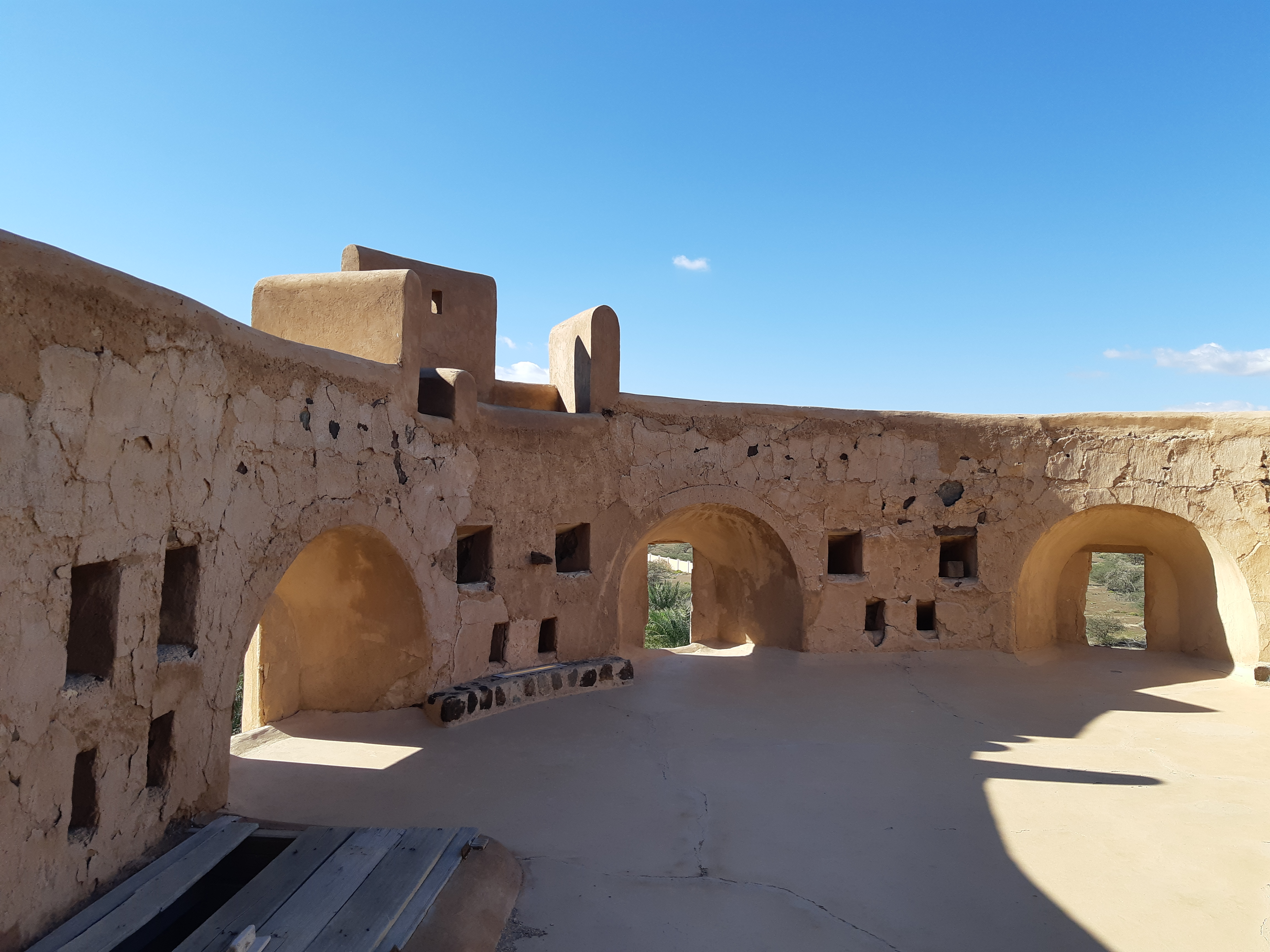
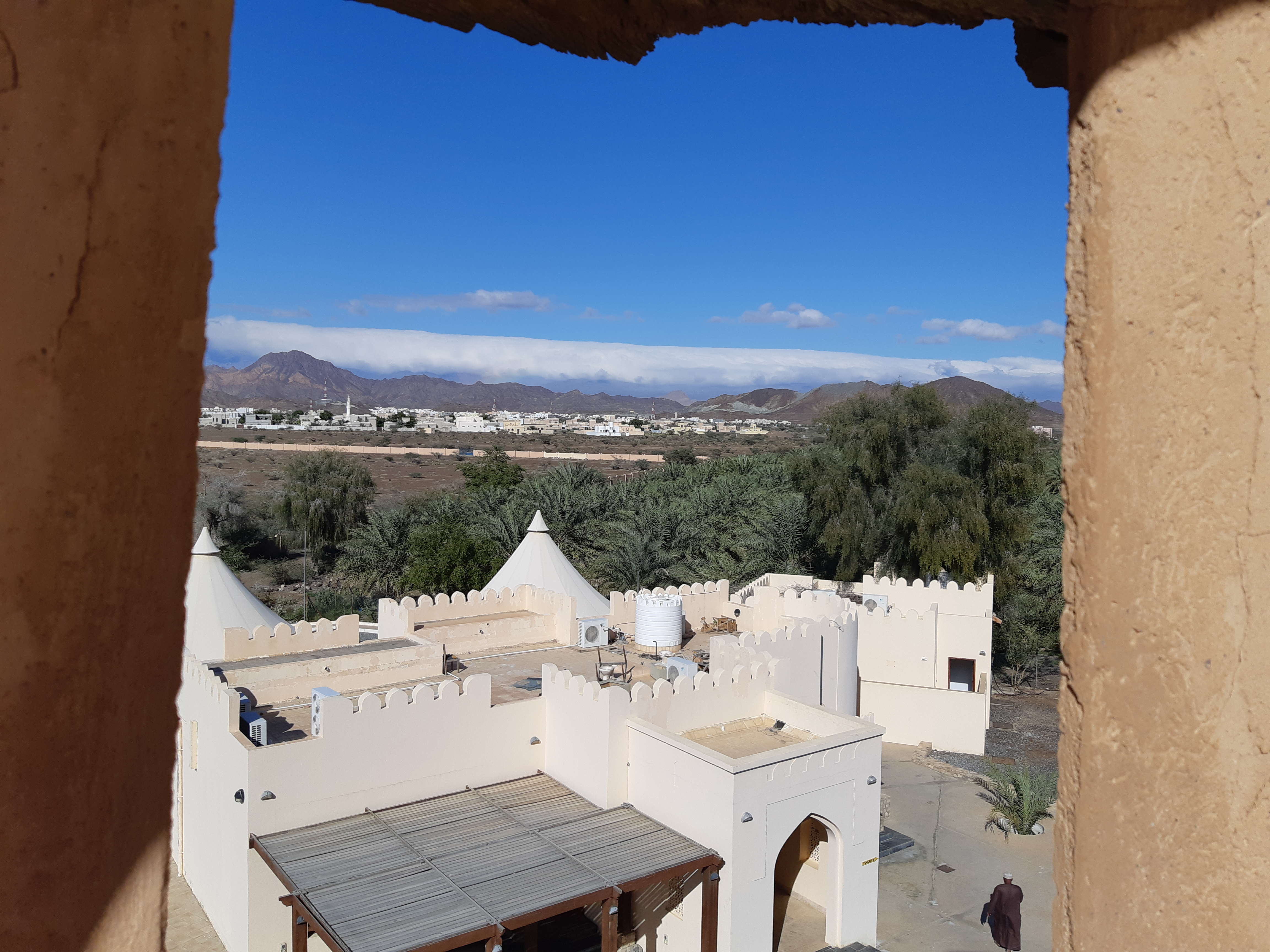
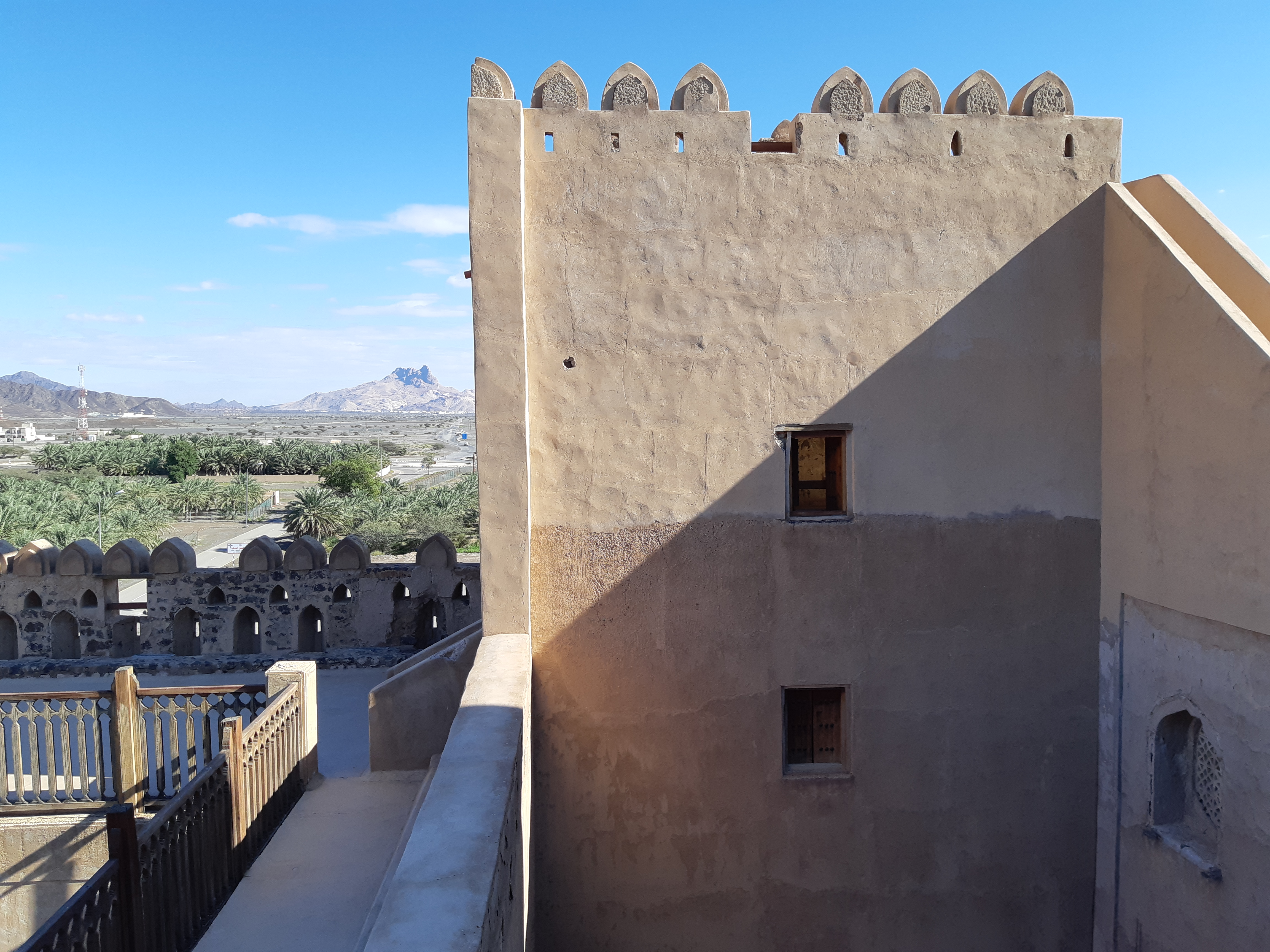
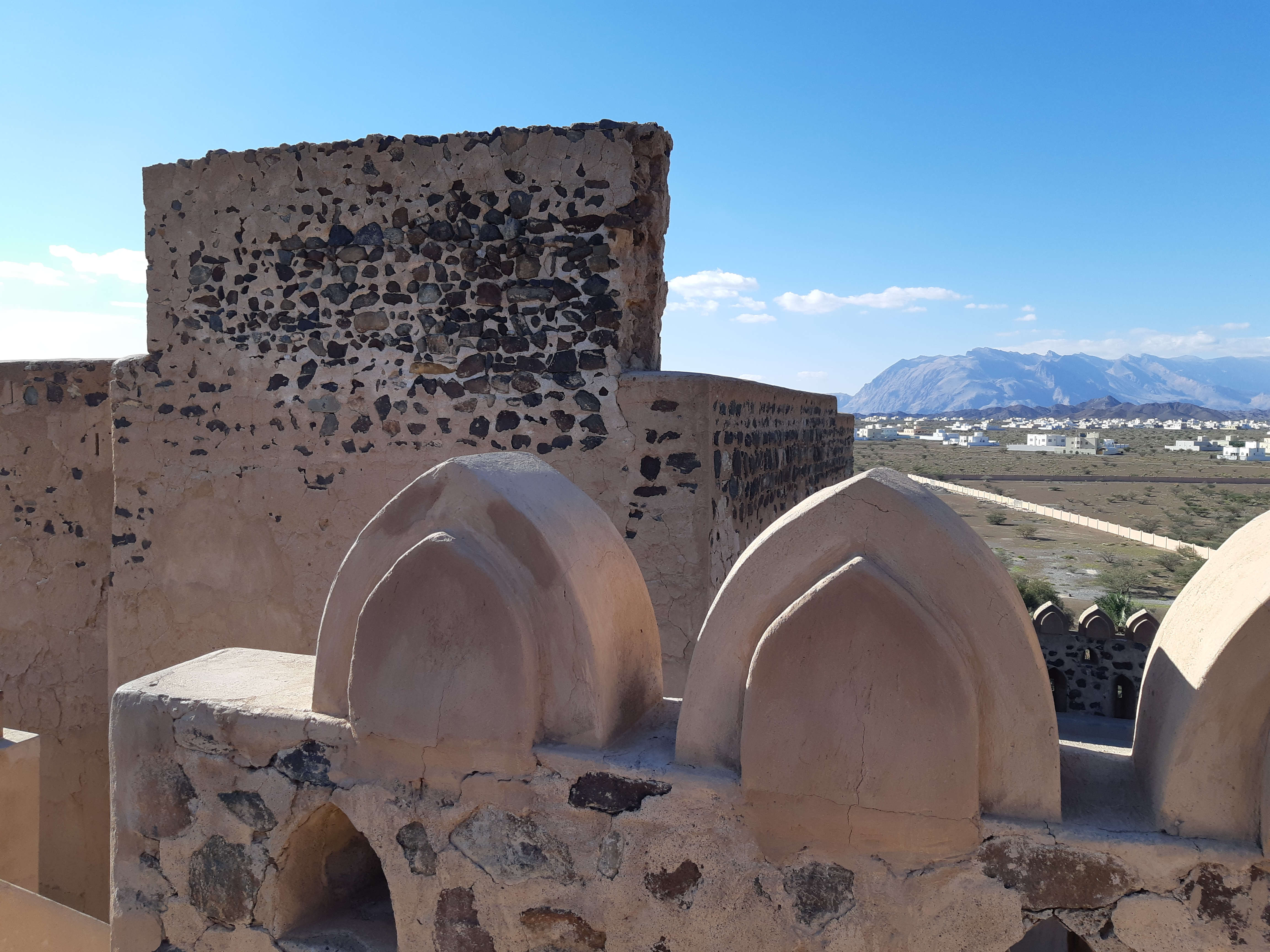